# Canton de Sarajevo
 (avril 2012).
Si vous disposez d'ouvrages ou d'articles de référence ou si vous connaissez des sites web de qualité traitant du thème abordé ici, merci de compléter l'article en donnant les références utiles à sa vérifiabilité et en les liant à la section « Notes et références ».
Ne doit pas être confondu avec Sarajevo.

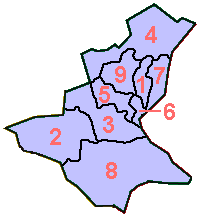

Sarajevo est un canton de la fédération de Bosnie-et-Herzégovine ayant Sarajevo comme ville principale. Il se compose de la ville de Sarajevo et cinq municipalites limitrophes.
Le canton de Sarajevo est bordé par le canton de Zenica-Doboj au nord-ouest, la Bosnie centrale à l'ouest, le canton d'Herzégovine-Neretva au sud-ouest et la république serbe de Bosnie et le canton du Podrinje bosnien à l'est. Avec 413 593 habitants (chiffre en 2013) et 323,9 habitants/km2, le canton de Sarajevo est le deuxième en population de la Fédération (après le canton de Tuzla),.

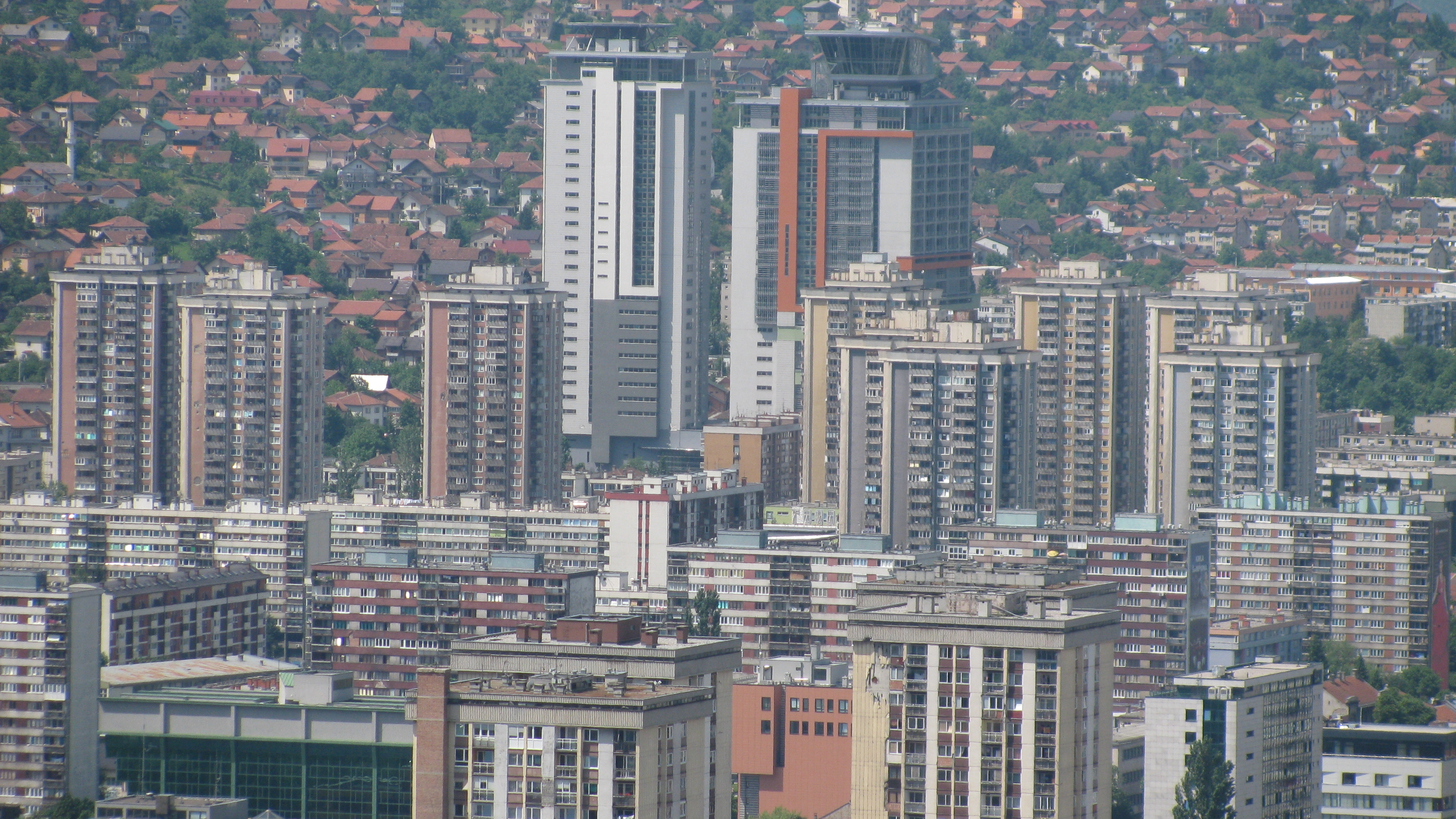
Vue sur les tours du centre-ville de Bosmal

## Géographie
Le canton de Sarajevo est situé dans la cuvette de Sarajevo (Sarajevska kotlina) et le champ de Sarajevo (Sarajevsko polje) dont la dépression se trouve le centre de la ville, alors que les banlieues sont situées dans les pentes des montagnes limitrophes. Sarajevo est entouré par le Igman, le Trebević (le plus élevé avec 2086 mètres), la Bjelašnica, la Treskavica, la Jahorina, dont les trois premiers se trouvent sur le territoire du canton de Sarajevo.
Sept cours d'eau parcourent le canton : la Miljacka, la Bosna, la Željeznica, la Stavnja, la Misoča, la Zujevina et la Ljubina.

## Politique et administration
En vertu de la loi, le canton de Sarajevo est un des dix cantons de la fédération de Bosnie-et-Herzégovine, une des deux entités constituant la Bosnie-Herzégovine.
Comme les autres cantons, il a ses propres pouvoirs exécutif, judiciaire et législatif avec une propre propre constitution, parlement, gouvernement et symboles.

## Municipalités
Le canton de Sarajevo compte en tout 9 municipalités (općine) peuplées (au recensement de 2013) : 
- Ville de Sarajevo (1, 5, 6, 7)
  - Centar (59.238 habitants, code 1), et ses 6 localités : Mrkovići, Nahorevo, Poljine, Radava, Sarajevo (en partie), Vića
  - Novi Grad (124.471, 5) et ses 24 localités : Boljakov Potok, Staro Hrasno, Čengić Vila, Otoka, Švrakino selo I, Švrakino selo II, Švrakino selo III, Aneks, Alipašino polje-A Faza, Alipašino polje-B Faza, Alipašino polje-C Faza, Saraj Polje (Vojnicko Polje), Olimpijsko selo Mojmilo, Dobrinja A, Dobrinja B, Dobrinja C, Dobrinja D, Buća potok, Dolac, Alipašin Most II, Alipašin Most I, Briješće, Sokolje, Dobroševići,
  - Novo Sarajevo (68.802, 6) et ses 18 localités : Gornji Kovačići, Kovačići, Vraca, Grbavica I, Grbavica II, Trg heroja, Hrasno, Hrasno brdo, Kvadrant, Čengić Vila I, Čengić Vila II, Dolac, Malta, Željeznička, Pofalići I, Pofalići II, Gornji Velešići, Velešići
  - Stari Grad (38.911, 7) dont une partie de Sarajevo et 7 autres localités : Barice, Donje Biosko, Faletići, Gornje Biosko, Hreša, Močioci, Vučja Luka
- Hadžići (24.979, 2) et ses 62 localités
- Ilidža (71.892, 3) dont une partie de Sarajevo et 11 autres localités péri-urbaines : Buhotina, Jasen, Kakrinje, Kobiljača, Krupac, Rakovica, Rudnik, Vela, Vlakovo, Zenik, Zoranovići
- Ilijaš (20.504, 4) et ses 74 localités
- Trnovo (1.830, 8) et ses 55 localités
- Vogošća (27.816, 9) et ses 21 localités

## Partie orientale
En république serbe de Bosnie se trouve la ville d'Istočno Sarajevo, « Sarajevo Est », qui comprend les six municipalités voisines, dites orientales ou serbes :
- Istočni Stari Grad, et ses 19 localités : Blizanci, Bulozi, Donje Biosko, Donje Međuše, Dovlići, Faletići, Gornje Biosko, Gornje Međuše, Hreša, Kumane, Lipnik, Njemanica, Rakova Noga, Sarajevo Dio-Dio Starog Grada, Sirovine, Šljeme, Studenkovići, Vučja Luka, Vuknić
- Istočno Novo Sarajevo (en serbe cryillique : Источно Ново Сарајево)  et ses 8 localités : Klek, Kozarevići, Lukavica, Miljevići, Petrovići, Sarajevo-Dio Novog Sarajeva, Toplik, Tvrdimići
- Istočna Ilidža : Gornje Mladice, Kasindo, Krupac, Sarajevo Dio-Ilidža, Sarajevo Dio-Sarajevo Novi Grad
- Pale (Bosnie-Herzégovine) (à ne pas confondre avec Pale-Prača (canton du Podrinje bosnien, Goražde (Bosnie-Herzégovine)) et ses 63 localités
- Sokolac (république serbe de Bosnie) et ses 96 localités
- Trnovo (république serbe de Bosnie) et ses 25 localités